# CEWECO-Haus
Das CEWECO-Haus befindet sich in der Detmolder Straße 6–10 in der lippischen Stadt Oerlinghausen in Nordrhein-Westfalen. Das Bauwerk ist mit der Nummer 5  als Baudenkmal in die städtische Denkmalliste eingetragen.

## Architektur
Das heutige Gebäude an der Detmolder Straße 6–10 bestand ursprünglich aus zwei einzelnen Häusern. Das linke Haus wurde 1838 erbaut und 1850 von Carl David Weber erworben. 1923 erfolgte die bauliche Integration des linken und rechten Hauses in eine gemeinsame Straßenfront. Am Eingang befindet sich ein beeindruckendes Portal und darüber in großen Lettern der Firmenname CEWECO. In unmittelbarer Nachbarschaft liegt der Weberpark, den Karl Weber, der Sohn des Firmeninhabers, in den 1870er Jahren als englischen Landschaftsgarten anlegen ließ.

## Geschichte
Carl David Weber aus Bielefeld gründete 1850 die Firma Carl Weber & Co (CEWECO) und erwarb ein 1838 erbautes Gebäude an der Detmolder Straße. Dort richtete er seine Wohnung sowie ein Kontor und Warenlager ein und kaufte den Oerlinghauser Handwebern ihr hochwertiges Leinen ab. Weber war überzeugt davon, dass handgewebtes Leinen qualitativ hochwertiger sei als Fabrikleinen und es daher dafür trotz des achtmal höheren Preises einen Markt gab. Er sollte recht behalten und wurde bald der größte Feinleinenhersteller in Deutschland. In Oerlinghausen hieß CEWECO bald die Firma. Seine Enkelin Marianne Weber schrieb später: Die Firma wurde für das Dorf zur Quelle des Wohlstands; Weltluft durchwehte den abgeschiedenen Ort. CEWECO war nicht nur der größte Arbeitgeber im Ort, sondern die Firmeninhaber engagierten sich auch für die sozialen Belange der Oerlinghauser Bürger. Carl David Weber stiftete 1890 das Mariannenstift, ein Krankenhaus mit Entbindungsstation, förderte im selben Jahr den Bau einer Synagoge und gründete 1900 ein Elektrizitätswerk.
Schon 1903 war an der heutigen Webereistraße die Mechanische Weberei Weber & Co. entstanden. Die Enkel Carl David Webers, Georg und Richard Müller, hatten das Unternehmen rechtzeitig modernisiert und neue Arbeitsplätze geschaffen. Die mechanische Herstellung von Halbleinen aus Leinen und Baumwolle erlebte eine neue Blütezeit, und das Unternehmen expandierte. In den 1960er Jahren kam es zur weltweiten Textilkrise. 1973 musste der Betrieb in Oerlinghausen schließen, und 300 Beschäftigte wurden arbeitslos oder wanderten in andere Berufe ab. Auf dem Grundstück der Firma an der Webereistraße ließ die Dr. August Oetker KG neue Fabrikationshallen für ihre Produkte errichten.
Im Haus an der Detmolder Straße 6–10 befinden sich heute eine Zahnarzt-Gemeinschaftspraxis, ein Atelier, Büroräume und Privatwohnungen.